# Panelus mendeli
Panelus mendeli là một loài bọ cánh cứng trong họ Bọ hung (Scarabaeidae).